# -ing
-ing는 영어 동사의 변형된 형태 중 하나를 만드는 데 사용되는 접미사다. 이 동사 형태는 현재 분사, 동명사, 때로는 독립 명사나 형용사로 사용된다. 이 접미사는 morning(아침), ceiling(천장) 등의 특정 단어나, Browning(브라우닝)과 같은 이름에서도 발견된다.

## 어원 및 발음
현대 영어의 표준 발음은 연구개 비음 자음인 /ɪŋ/이다. 변형으로는 /ɪŋg/ (예 : 북부 잉글랜드), /ɪn/나 /ən/ (광범위하게 사용), /i(ː)n/ (주로 미국, 캐나다에서도 사용). 변형 /n/은 쓰기에서 아포스트로피로 나타낼 수 있다. (running → runnin', G 탈락 현상)
현대 영어에서 '동명사'(명사적 용법)와 '동사의 현재 분사'(형용사적 용법)를 형성하는 데 사용되는 -ing 어미는 두 가지 다른 역사적 접미사에서 파생되었다.

### 동명사
동명사(명사)로서의 사용은, 다음과 같은 순서로 유래했다.
1. 인도유럽조어의 *-enkw- (비토레 파시니 주장)[3]
2. 게르만조어의 *-inga-, *-unga-,[4] *-ingō, *-ungō
3. 고대 영어의 -ing, -ung (동사에서 명사를 형성하는 접미사)
4. 중세 영어의 -ing

영어 -ing의 이러한 명사적 사용은 네덜란드어, 서프리지아어, 북게르만어의 -ing 접미사 및 독일어 -ung과 동계어이다.

### 분사
분사(형용사)로서의 사용은, 다음과 같은 순서로 유래했다.
1. 인도유럽조어의 *-nt-
2. 게르만조어의 *-andz
3. 고대 영어의 -end (현재 분사 어미)
4. 중세 영어의 -inde, -end, -and
5. 중세 영어의 -inge, -ynge로 파생
6. 명사 및 동명사 접미사 -ing에 동화

영어 -ing의 이러한 형용사적 사용은 네덜란드어 및 독일어의 -end, 스웨덴어의 -ande와 -end, 라틴어의 -ans와 -ant-, 고대 그리스어의 -ον(-on), 산스크리트어의 -ant와 동계어이다.
-ing로의 동화에도 불구하고, friend(친구), fiend(악마), bond(농민, 봉신의 의미)와 같은 몇몇 동사 파생 단어에는 여전히 그 잔재가 남아 있다.

## 형성
모든 영어 동사(동명사나 분사가 없는 조동사 및 불완전동사 제외)는 자주 -ing로 변형된다. 따라서 go는 going, read는 reading, fail는 failing 등이 된다. 특정 경우에는 자음이 두 개가 되거나(sit → sitting), e 생략(change → changing) 등 철자가 변경되는 경우가 있다. 단, 영어 단음절 단어에서 e 생략은 적용되지 않는다(be → being, age → ageing 혹은 aging).